# Sam J. Jones
Samuel Gerald Jones (Chicago, 12 de agosto de 1954) é um ator norte-americano, mais conhecido pelo seu papel no filme, Flash Gordon.

## Filmografia
- 1980 - Flash Gordon
- 2012 - Ted
- 2015 - Ted 2